# Euclystis
Euclystis is een geslacht van vlinders van de familie spinneruilen (Erebidae).

## Soorten
- E. angularis Möschler, 1886
- E. antecedens Walker, 1858
- E. cayuga Schaus, 1921
- E. centurialis Hübner, 1823
- E. deterrima Schaus, 1911
- E. diascia Hampson, 1926
- E. epidromiaelineata Feige, 1972
- E. fulica Felder, 1874
- E. fuscata Schaus, 1914
- E. fuscicilia Hampson, 1926
- E. ghilianii Guenée, 1852
- E. gorge Schaus, 1912
- E. gradivus Schaus, 1914
- E. gregalis Schaus, 1912
- E. guerini Guenée, 1852
- E. insana Guenée, 1852
- E. intacta Felder, 1874
- E. iolas Dognin, 1912
- E. isoa Guenée, 1952
- E. labecia Druce, 1890
- E. lala Druce, 1890
- E. laloides Schaus, 1911
- E. laluma Schaus, 1915
- E. lampetia Druce, 1890
- E. manto Cramer, 1858

- E. masgaba Schaus, 1914
- E. maxima Druce, 1890
- E. metagona Walker, 1858
- E. mnyra Schaus, 1921
- E. nescia Schaus, 1911
- E. onusta Schaus, 1911
- E. perplexa Schaus, 1911
- E. pestilens Dognin, 1914
- E. planitis Dyar, 1922
- E. plusioides Walker, 1858
- E. polyoperas Schaus, 1921
- E. proba Schaus, 1911
- E. recurva Walker, 1858
- E. rubricosa Walker, 1865
- E. sublignaris Schaus, 1911
- E. subtremula Schaus, 1921
- E. sytis Guenée, 1852
- E. ustipennis Walker, 1865